# Paul Eisler (Ingenieur)
Paul Eisler (* 3. August 1907 in Wien, Österreich-Ungarn; † 26. Oktober 1992 in London) war ein österreichisch-britischer Ingenieur. Er war der Erfinder der Leiterplatte.

## Leben
Paul Eisler, Sohn des in der heutigen Slowakei geborenen Wilhelm Eisler und der aus Tschechien stammenden Caecilie Eisler, studierte an der Technischen Hochschule in Wien Maschinenbau und schloss dieses Studium 1930 als Ingenieur ab. Während des Studiums arbeitete er als Redakteur einer Zeitschrift und beschäftigte sich so auch mit der Drucktechnik. Eisler, der jüdischer Herkunft war, emigrierte 1936 nach London. Hier experimentierte er mit gedruckten Schaltungen und meldete dazu 1936 sein erstes Patent an. Allerdings gelang es Eisler nicht, einen industriellen Anwender für seine Technik zu finden. So sagte man ihm beim englischen Radioproduzenten Plessey: „Unsere Mädchen [in der Montage] sind billiger und flexibler.“
1939 lernte Eisler Harold V. Strong, den wohlhabenden Besitzer einer Druckerei, kennen, der in Eislers Erfindung die Chance zum Einstieg in die Rüstungsindustrie sah. Eisler übertrug ihm für ein englisches Pfund Sterling die Rechte an seiner Erfindung, allerdings konnte sich die Erfindung in Großbritannien nicht durchsetzen. Im Februar 1943 meldete Eisler das Patent 639,178 „Manufacture of Electric Circuits and Circuit Components“ in London an, von wo es routinemäßig auch an das amerikanische Bureau of Standards gemeldet wurde.
Als in den frühen 1940er Jahren in den USA ein Annäherungszünder für Flugabwehrgeschosse entwickelt wird, griff man dort auf Eislers Erfindung zurück, und führte sie zur Serienreife. Damit begann die Leiterplatte ihren weltweiten Siegeszug von Amerika aus. Strongs Firma Technograph – in deren Vorstand Eisler zeitweise arbeitete – konnte ihre Patente nicht durchsetzen und hatte so wenig Anteil am Erfolg.
Eisler verließ 1957 Technograph und arbeitete freiberuflich. Er lebte bis zu seinem Tod in London.

## Schriften
- Eisler, Paul: My Life with the Printed Circuit. Bethlehem: Lehigh University Press, 1989, ISBN 0-934223-04-1
- Eisler, Paul: Gedruckte Schaltungen. Technologie der Folienätztechnik. München: Hanser, 1961.